# Скалярний добуток
Скаля́рний добу́ток (англ. dot product, scalar product) — бінарна операція над векторами, результатом якої є скаляр.
Скалярний добуток геометричних векторів {\displaystyle {\vec {x}}} та {\displaystyle {\vec {y}}} обчислюється за формулою:
{\displaystyle {\vec {x}}\cdot {\vec {y}}=|{\vec {x}}|\,|{\vec {y}}|\,\cos \measuredangle \left({\vec {x}},{\vec {y}}\right)}
де {\displaystyle |{\vec {x}}|} та {\displaystyle |{\vec {y}}|} є довжинами векторів, а {\displaystyle \cos \measuredangle \left({\vec {x}},{\vec {y}}\right)} дорівнює косинусу кута між цими векторами. Як і у випадку звичайного множення, знак множення можна не писати: {\displaystyle {\vec {x}}\cdot {\vec {y}}={\vec {x}}{\vec {y}}}.
Два означення добутку векторів:
- Скалярним добутком двох векторів називають число, рівне добутку довжин цих векторів на косинус кута між ними.
- Скалярним добутком двох векторів називають число, рівне добутку довжини одного з цих векторів на проєкцію іншого вектора на вісь, обумовлену першим з вказаних векторів (добуток довжини {\displaystyle {\vec {x}}} на довжину проєкції {\displaystyle {\vec {y}}} на {\displaystyle {\vec {x}}}).

В лінійній алгебрі поняття скалярного добутку узагальнено. Так, скалярним добутком називають функцію, що зіставляє парі елементів векторного простору елемент з поля, над яким побудований векторний простір. Скалярний добуток двох векторів {\displaystyle x} та {\displaystyle y} позначають як {\displaystyle \langle x,y\rangle }. Можлива і скорочена форма запису: {\displaystyle xy}. Також можливе позначення {\displaystyle x^{T}y}, що підкреслює зв'язок з множенням матриць.
Взагалі кажучи, для векторного простору існують різні варіанти скалярного добутку. Простір із визначеним скалярним добутком позначають як передгільбертів простір.

## Визначення в евклідовому просторі
В лінійній алгебрі скалярний добуток двох векторів
{\displaystyle {\vec {x}}={\begin{pmatrix}x_{1}\\x_{2}\\\vdots \\x_{n}\end{pmatrix}}}    і   {\displaystyle {\vec {y}}={\begin{pmatrix}y_{1}\\y_{2}\\\vdots \\y_{n}\end{pmatrix}}}
в ортонормованому базисі {\displaystyle n}-вимірного евклідового простору дорівнює сумі добутків координат векторів:
{\displaystyle {\vec {x}}\cdot {\vec {y}}:=\sum _{i=1}^{n}x_{i}y_{i}={x_{1}}{y_{1}}+{x_{2}}{y_{2}}+\dotsb +{x_{n}}{y_{n}}}.
В загальному випадку:
{\displaystyle {\vec {x}}\cdot {\vec {y}}:=\sum _{i=1}^{n}\sum _{j=1}^{n}x_{i}g_{ij}y_{j}={x_{1}}{y_{1}}+{x_{2}}{y_{2}}+\dotsb +{x_{n}}{y_{n}}}, де {\displaystyle g} — елемент Матриці Грама
Наприклад, в тривимірному евклідовому просторі, скалярний добуток двох векторів обчислюється так:
{\displaystyle {\begin{pmatrix}1&2&3\end{pmatrix}}\cdot {\begin{pmatrix}-7\\8\\9\end{pmatrix}}=1\cdot (-7)+2\cdot 8+3\cdot 9=36},
тобто для того, щоб отримати значення скалярного добутку, матрицю-стовпчик, яка відповідає першому зі співмножників треба транспонувати й помножити на матрицю-стовпчик другого вектора за правилами множення матриць.

### Норма векторів
Завдяки скалярному добутку, можна так обчислити норму вектора:
{\displaystyle ||{\vec {x}}||={\sqrt {{\vec {x}}\cdot {\vec {x}}}}}.
Якщо простір евклідів, то:
{\displaystyle ||{\vec {x}}||={\sqrt {{\vec {x}}\cdot {\vec {x}}}}={\sqrt {{x_{1}}^{2}+{x_{2}}^{2}+\dots +{x_{n}}^{2}}}}.

### Обчислення кута
В евклідовому просторі виконується така рівність:
{\displaystyle {\vec {x}}\cdot {\vec {y}}=|{\vec {x}}||{\vec {y}}|\cos \measuredangle \left({\vec {x}},{\vec {y}}\right)}.
На основі цього можна обчислити кут між векторами:
{\displaystyle \measuredangle \left({\vec {x}},{\vec {y}}\right)=\arccos {\frac {{\vec {x}}\cdot {\vec {y}}}{\left|{\vec {x}}\right|\,\left|{\vec {y}}\right|}}}.

### Визначення стандартного скалярного добутку в просторі комплексних векторів
Для {\displaystyle \mathbb {C} ^{n}} векторного простору над полем комплексних чисел стандартний скалярний добуток векторів {\displaystyle {\vec {x}},{\vec {y}}\in \mathbb {C} ^{n}} визначається як відображення, що задовільняє наступним умовам:
{\displaystyle {\vec {x}}\cdot {\vec {y}}:=\sum _{i=1}^{n}x_{i}{\overline {y_{i}}}={x_{1}}{\overline {y_{1}}}+{x_{2}}{\overline {y_{2}}}+\dotsb +{x_{n}}{\overline {y_{n}}},}
де риска над комплексним числом позначає комплексно-спряжене число.
Інший варіант скалярного добутку можна визначити як
{\displaystyle {\vec {x}}\cdot {\vec {y}}:=\sum _{i=1}^{n}{\overline {x_{i}}}y_{i}={\overline {x_{1}}}{y_{1}}+{\overline {x_{2}}}{y_{2}}+\dotsb +{\overline {x_{n}}}{y_{n}}}.
Таке визначення здебільшого використовується в фізиці.
Результати обох визначень є взаємно-спряженими комплексними числами. Для скалярного добутку вектора на самого себе, який визначає норму вектора, обидва визначення дають однаковий результат.

### Властивості
- Попри те, що у випадку дійсних чисел є симетричним, тобто {\displaystyle {\vec {x}}\cdot {\vec {y}}={\vec {y}}\cdot {\vec {x}}}, у випадку комплексних чисел є ермітовим, тобто {\displaystyle {\vec {x}}\cdot {\vec {y}}={\overline {{\vec {y}}\cdot {\vec {x}}}}}.
- Скалярний добуток не асоціативний (і не може бути, оскільки результатом скалярного добутку є скаляр, а не вектор).
- Скалярний добуток дистрибутивний стосовно додавання та віднімання.
- В евклідовому просторі спряженим стосовно лінійного оператора {\displaystyle A} називається оператор {\displaystyle A^{*}}, для якого виконується рівність: {\displaystyle \langle A\cdot x,y\rangle =\langle x,A^{*}\cdot y\rangle } для довільних {\displaystyle x}, {\displaystyle y}.[2]

## Узагальнене визначення
Якщо {\displaystyle L} — лінійний простір над полем {\displaystyle {\mathcal {K}}}, а {\displaystyle {\overline {L}}} — комплексно спряжений до {\displaystyle L} то білінійне відображення {\displaystyle L\times L\to {\mathcal {K}}}, або, при {\displaystyle {\mathcal {K}}=\mathbb {C} } відображення {\displaystyle L\times {\overline {L}}\to {\mathcal {K}}} називається скалярним добутком.
- Скалярний добуток в дійсному векторному просторі {\displaystyle V}, це симетричне додатньовизначене білінійне відображення {\displaystyle \langle {\cdot },{\cdot }\rangle \colon V\times V\to \mathbb {R} }, тобто, для {\displaystyle x,y,z\in V} та {\displaystyle \lambda \in \mathbb {R} } виконуються такі умови:
  1. білінійність:
    - {\displaystyle \langle x+y,z\rangle =\langle x,z\rangle +\langle y,z\rangle }
    - {\displaystyle \langle x,y+z\rangle =\langle x,y\rangle +\langle x,z\rangle }
    - {\displaystyle \langle x,\lambda y\rangle =\lambda \langle x,y\rangle =\langle \lambda x,y\rangle }

  2. симетричність: {\displaystyle \langle x,y\rangle =\langle y,x\rangle }
  3. додатньовизначеність: {\displaystyle \langle x,x\rangle \geq 0,} та {\displaystyle \langle x,x\rangle =0} якщо {\displaystyle x=0}
- Скалярний добуток в комплексному векторному просторі {\displaystyle V}, це ермітове додатньовизначене півторалінійне відображення {\displaystyle \langle {\cdot },{\cdot }\rangle \colon V\times V\to \mathbb {C} }, тобто, для {\displaystyle x,y,z\in V} і {\displaystyle \lambda \in \mathbb {C} } виконуються такі умови:
  1. півторалінійність:
    - {\displaystyle \langle x+y,z\rangle =\langle x,z\rangle +\langle y,z\rangle }
    - {\displaystyle \langle x,y+z\rangle =\langle x,y\rangle +\langle x,z\rangle }
    - {\displaystyle \langle \lambda x,y\rangle =\lambda \langle x,y\rangle =\langle x,{\bar {\lambda }}y\rangle }

  2. ермітовість: {\displaystyle \langle x,y\rangle ={\overline {\langle y,x\rangle }}}
  3. додатньовизначеність: {\displaystyle \langle x,x\rangle \geq 0} і {\displaystyle \langle x,x\rangle =0}, якщо {\displaystyle x=0}. (те, що {\displaystyle \langle x,x\rangle } дійсний, витікає з умови 2)

Дійсний або комплексний векторний простір, в якому визначено скалярний добуток, називається прегільбертовим.

## Представлення у вигляді добутку матриць
Стандартний скалярний добуток можна представити як добуток матриць. Водночас вектор представляється у вигляді матриці-стовпчика.
У випадку дійсних чисел, скалярний добуток представляється як:
{\displaystyle \langle x,y\rangle =x^{T}y=y^{T}x},
де знаком {\displaystyle {}^{T}} позначається транспонування матриці.
У випадку комплексних чисел виконується:
{\displaystyle \langle x,y\rangle =x^{*}y},
де знаком {\displaystyle {}^{*}} позначається ермітово-спряжена матриця.
Взагалі кажучи, у випадку дійсних чисел, кожна симетрична та додатноозначена матриця {\displaystyle A} визначає скалярний добуток:
{\displaystyle \langle x,y\rangle _{A}=x^{T}Ay};
аналогічно, у випадку комплексних чисел кожна ермітова додатноозначена матриця {\displaystyle A} визначає скалярний добуток:
{\displaystyle \langle x,y\rangle _{A}=x^{*}Ay}.